# Moganita
La moganita es un mineral de la clase de los minerales óxidos. Fue descrita inicialmente en 1976 como una nueva forma de sílice a partir de ejemplares encontrados en el Barranco de Medio Almud, en el municipio de Mogán de la isla de Gran Canaria, en las islas Canarias (España), recibiendo en un trabajo posterior el nombre derivado de esta localidad. En 1994 la Asociación Mineralógica Internacional decidió desaprobarlo como mineral válido, pues se consideraba indistinguible del cuarzo. Los estudios posteriores permitieron que en el año 1999 la IMA rectificara, aceptándola como una especie mineral.
El nombre lutecita, utilizado antiguamente para designar una variedad de calcedonia se considera actualmente sinónimo de moganita. Se han encontrado de diversas tonalidades en la costa de Alcocebre, en el municipio de Alcalá de Xivert.

## Características físicas y químicas
La moganita es un óxido de silicio. Es un polimorfo del cuarzo, con igual composición química pero que cristaliza en el sistema monoclínico. Es termodinámicamente inestable, transformándose en cuarzo con el tiempo (a escala geológica). Por esta razón, habitualmente se encuentra formando parte de la calcedonia, mezclada con cuarzo, lo que dificultó su reconocimiento como especie independiente. Las calcedonias más antiguas y las alteradas por procesos hidrotermales o meteorización no contienen moganita.

## Yacimientos
Casi todas las calcedonias contienen algo de moganita junto con el cuarzo, pero solamente las de unas pocas localidades en cantidades superiores al 20%. Las del Barranco del Medio Almud, en  Mogán (que es la localidad tipo para este mineral), son las que mayor contenido de moganita tienen de todas las conocidas en el mundo, hasta el 85%. Se han encontrado contenidos de hasta el 70% en testigos de sondeos en los basaltos de Killari (india), y entre el 30% y 45% en las calcedonias de la zona del Lago Magadi (Kenia).

## Galería

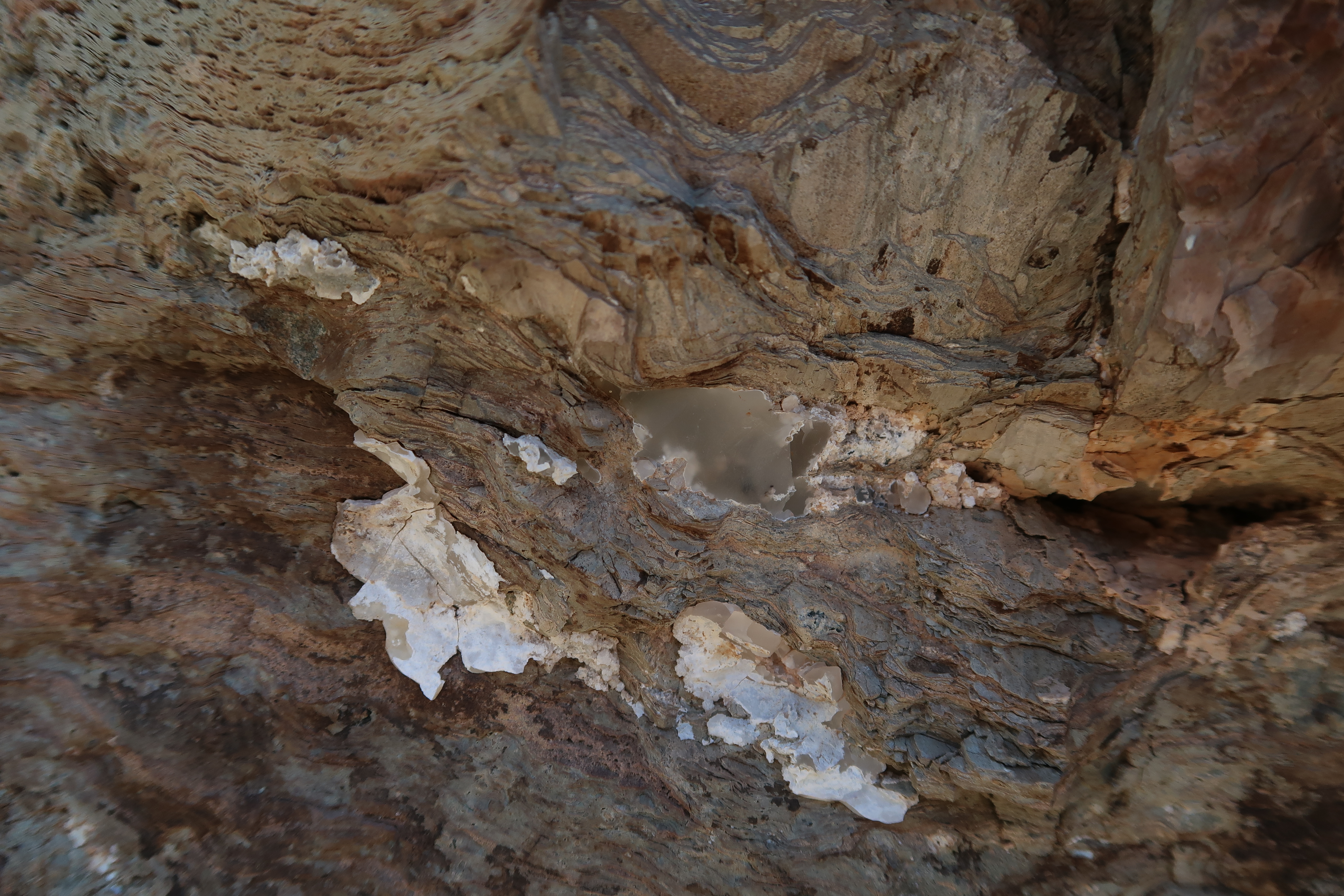
Afloramiento de moganita.
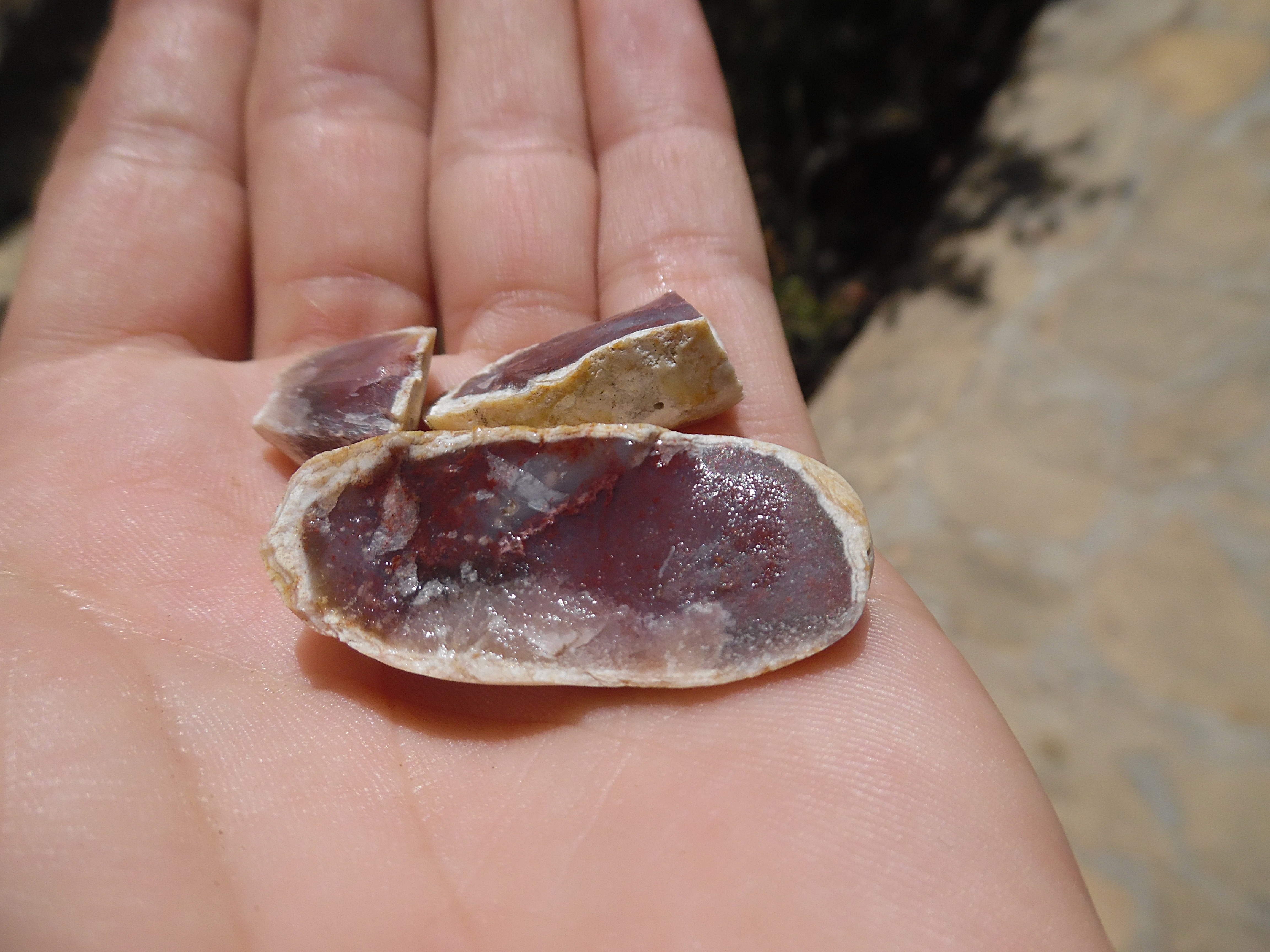
Moganita de Alcocebre.
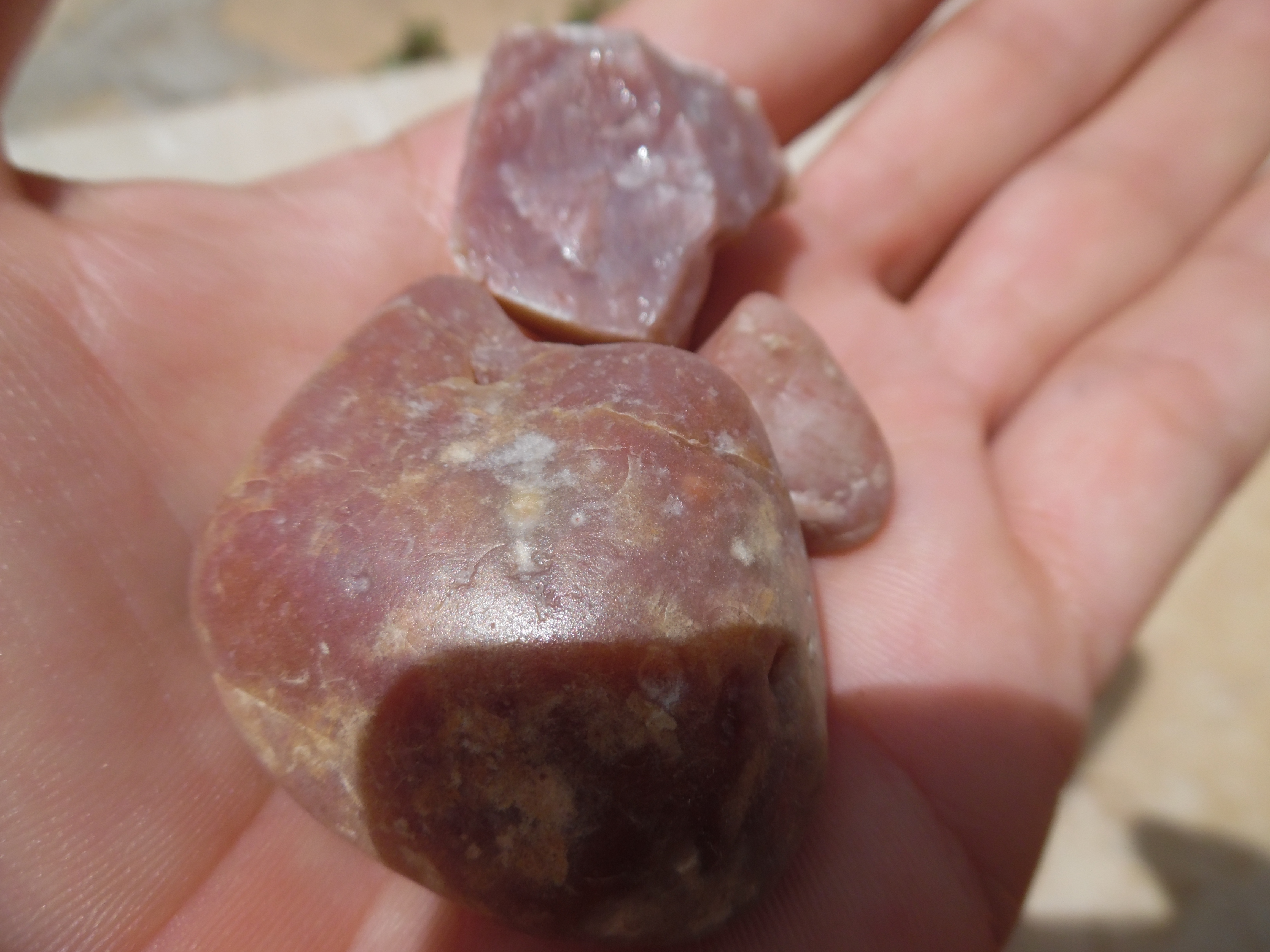
Moganita de Alcocebre.